# Cracker Bag
Pour plus de détails, voir Fiche technique et Distribution.
Cracker Bag est un film australien réalisé par Glendyn Ivin, sorti en 2003.

## Synopsis
Eddie dépense son argent de poche achète des pétards pour une soirée mémorable.

## Fiche technique
- Titre : Cracker Bag
- Réalisation : Glendyn Ivin
- Scénario : Glendyn Ivin
- Musique : Nicola Lester et Joel Ritchie
- Photographie : Greig Fraser
- Montage : Jack Hutchings
- Pays :  Australie
- Genre : Drame
- Durée : 15 minutes
- Dates de sortie : 
  -  France : mai 2003 (festival de Cannes)

## Distribution
- Edith Cattell : Eddie
- Peter Derrick : Father
- Damon Kaine : Damon
- Pauline Keeley : Mum

## Distinctions
Le film a reçu la Palme d'or du court métrage lors du festival de Cannes 2003.